# Eleccions al Parlament Europeu de 1984 (Grècia)
Les eleccions al Parlament Europeu de 1984 a Grècia van ser les eleccions celebrades el 17 de juny per a escollir als 24 eurodiputats grecs per a la II legislatura del Parlament Europeu. Fou la segona vegada que Grècia votava a les eleccions europees i la primera que ho feia conjuntament amb la resta d'estats membre de la Comunitat Econòmica Europea.
Les eleccions van arribar al 77% de participació, 1,3 punts inferiors a les eleccions de 1981, i van ser guanyades, de nou, pel Moviment Socialista Panhel·lènic.

## Resultats
El Moviment Socialista Panhel·lènic va tornar a guanyar les eleccions, com el 1981, creixent fins al 41,5% dels vots i 10 eurodiputats. Si bé, Nova Democràcia va ser el partit que més va pujar, més de 6 punts, fins al 38,05% i els 9 escons, un més que el 1981. El Partit Comunista de Grècia i el Partit Comunista de Grècia (Interior) van mantenir la seva força, el partit d'extrema dreta Unió Política Nacional va aconseguir entrar al Parlament Europeu i el Partit del Socialisme Democràtic va perdre el seu únic diputat europeu.
| Candidatura                                       | Facció europea        | Sufragis  | Sufragis | Escons | Escons   |
| Candidatura                                       | Facció europea        | Vots      | %        | Dip.   | Dif.     |
| ------------------------------------------------- | --------------------- | --------- | -------- | ------ | -------- |
| Moviment Socialista Panhel·lènic (PASOK)          | UPSCE                 | 2.476.491 | 41,58%   | 10     | Es manté |
| Nova Democràcia (ND)                              | PPE                   | 2.266.568 | 38,05%   | 9      | ▲1       |
| Partit Comunista de Grècia (ΚΚΕ)                  |                       | 693.304   | 11,64%   | 3      | Es manté |
| Partit Comunista de Grècia (Interior) (KKE–E)     |                       | 203.813   | 3,42%    | 1      | Es manté |
| Unió Política Nacional                            |                       | 136.642   | 2,29%    | 1      |          |
| Partit del Socialisme Democràtic (KODISO)         |                       | 47.389    | 0,80%    |        | ▼1       |
| Democràcia Cristiana (KD)                         |                       | 26.735    | 0,45%    |        |          |
| Partit Liberal (KF)                               |                       | 20.908    | 0,35%    |        |          |
| Moviment Comunista Revolucionari de Grècia (EKKE) |                       | 17.789    | 0,30%    |        |          |
| Unió del Centre Democràtic (EDIK)                 |                       | 16.848    | 0,28%    |        |          |
| Partit Socialista Combatent de Grècia (ASKE)      |                       | 10.389    | 0,18%    |        |          |
| Vots a candidatures                               | Vots a candidatures   | 5.956.060 | 99,07%   | 24     | Es manté |
| Vots nuls o no vàlids                             | Vots nuls o no vàlids | 55.756    | 0,93%    | Ikaria | Ikaria   |
| Vots emesos                                       | Vots emesos           | 6.011.816 | 77,17%   | Ikaria | Ikaria   |
| Cens total                                        | Cens total            | 7.790.309 |          | Ikaria | Ikaria   |